# Мажит Айтбаев
Мажит Айтбаев (каз. Мәжіт Айтбаев) — казахский поэт, член НКОТ, главный редактор журнала "Милли адебиет", в 1943 году издал в Берлине сборник казахских стихов "Абылай-хан", коллаборационист.

## Биография
Родился в 1914 году в Кызылординской области.
Окончил Казахский педагогический институт. С 1937 по 39 годы работал преподавателем. Начальник курсов подготовки студентов в Кызылординском педагогическом институте. представлен в Союз писателей Казахстана по Кызылординской области. Стихи, рассказы публиковались в периодических изданиях, сборниках. Занимался художественным переводом.
В 1939 году Айтбаев был призван в армию и служил на западной границе СССР. В 1941 году с началом ВОВ попал в плен. После являлся членом Национального Комитета Объединения Туркестана, участвовал в издании газеты «Новый Туркестан», «Милли Туркестан», был главным редактором журнала «Милли әдебиет». В 1943 году в Берлине вышел сборник стихов Айтбаева «Абылай-хан», в который вошли 2 поэмы, 3 баллады, 4 песни, 41 стихотворение.
Публиковал произведения под псевдонимом Қобызшы Қорқыт. Скончался в 1945 году в Потсдаме в результате бомбардировок союзной авиации.

## Память и отображение в искусстве
В 1991-1995 годах в Казахстане были опубликованы около 30 его произведений.